# Riksdag
Riksdag (šv. Riksdagen ili Sveriges riksdag) nacionalna je zakonodavna skupština i vrhovno tijelo za donošenje odluka u Kraljevini Švedskoj. 
Ustavne funkcije Riksdaga navedene su u Ustavu Švedske (šv. Regeringsformen), a njegovo unutarnje djelovanje navedeno je podrobnije u Zakoniku Riksdaga (šv. Riksdagsordningen). Sjedište Riksdaga je Riksdagshuset (dosl. „kuća Riksdaga”) na otoku Helgeandsholmen u središnjim dijelovima Stockholma. Riksdag institucionalne korijene ima u feudalnom Riksdagu.

## Organizacijski prikaz
Predsjednik Riksdaga (šv. talmannen): Andreas Norlén (2022. – 2026.)
Dom: jednodoman s 349 članova
Izbori: Članovi se biraju na općim izborima na temelju proporcionalne zastupljenosti da služe četverogodišnji mandat. U izbornoj godini, izbori se održavaju druge nedjelje u rujnu.
Izbori posljednji održani: 11. rujna 2022.
Riksdag obavlja funkcije zakonodavstva u parlamentarnoj demokraciji. On donosi zakone, mijenja ustav i imenuje vladu.  
U sazivu izabranom 2022. godine, 47,6 % članova Riksdaga bile su žene. Prema podatcima iz travnja 2024. godine, Švedska je imala deseti najveći udio žena, sveukupno 46,7 %. 
Član Riksdaga radi puno radno vrijeme sa svojim mandatom i dobiva kompenzaciju od 75 500 kruna mjesečno (oko 6473,79 €).  
Prema anketi sociologa Jennya Hanssona, švedski nacionalni parlamentarci imaju prosječni radni tjedan od 66 sati, uključujući i sporedne obaveze. Istraživanje dalje navodi da prosječni švedski nacionalni parlamentarac noću spava 6,5 sati. 
Na izborima u 2022. godini najviše je glasova osvojila Švedska Socijaldemokratska stranka, ali nije uspjela formirati vladu, zbog čega je vladu ipak sastavila Stranka umjerenih.

## Vanjske poveznice
- Riksdag  Arhivirana inačica izvorne stranice od 1. srpnja 2006. (Wayback Machine) službene stranice
- Povijest Riksdaga  Arhivirana inačica izvorne stranice od 5. veljače 2012. (Wayback Machine)